# Policijska akademija (film)
Policijska akademija (izvirno angleško Police Academy) je komedija iz leta 1984, ki jo je režiral Hugh Wilson, glavne vloge pa igrajo Steve Guttenberg, Kim Cattrall in G.W. Bailey. Po vsem svetu je film zaslužil približno 146 milijonov dolarjev, kar je vodilo do snemanja še šestih nadaljevanj.

## Zgodba
Zaradi pomanjkanja policistov se novoizvoljena županja neimenovanega ameriškega mesta odloči za ukrep, s katerim od policijske uprave zahteva, da sprejmejo vse pripravljene rekrute, ki izpolnjujejo fizične, izobrazbene in zdravstvene zahteve. Vendar pa niso vsi v policiji navdušeni nad temi spremembami.
Carey Mahoney je lahkoživni človek, ki se je večkrat znašel v težavah zaradi upiranja arogantnim ljudem. Na predlog kapetana Reeda, ki je popustljiv do njega, ker je poznal njegovega očeta, se je Mahoney prisiljen pridružiti policiji namesto zapora. Sam nad to idejo ni navdušen in želi narediti vse, da bi ga odpustili. Vodja policije Henry Hurst mu zaradi županjinih zahtev ne gre na roko, saj morajo novi kadeti sami dati odpoved namesto da bi jih odpustili.
Poročnik Thaddeus Harris, ki trenira kadete in si želi Lassardovo mesto vodje akademije, se strinja s Hurstovim načrtom in uporablja različne načine, s katerimi bi kadete naredil čim nesrečnejše in bi jih s tem prisilil, da bi dali odpoved. Poveljnik Eric Lassard je edini, ki se ne strinja s Harrisovim in Hurstovim načrtom in želi dati novim kadetom priložnost. Harris prosi za pomoč dva kadeta, ki sta mu všeč, Copelanda in Blankesa, in ju imenuje za vodji skupine, ki bi mu pomagala prisiliti preostale kadete v odpoved.
Mahoney izvede več akcij, zaradi katerih računa na odpust, vendar mu ne uspe. Lassard mu v svoji pisarni pove za svoj dogovor s kapetanom Reedom, da ga bo zadržal na policijski akademiji vsaj naslednjih 24 tednov. Mahoney sčasoma vzljubi delo in se odloči, da bo ostal za zmeraj, ko se zaljubi v kadetinjo Karen Thompson. Na akademiji splete prijateljske vezi z drugimi kadeti. To so Larvell Jones, ki zna beatboksati in oponašati različne zvoke in ki je bil aretiran skupaj z Mahoneyjem pred prihodom na akademijo (Mahoney je pri Reedu dosegel, da je bil Jones poslan skupaj z njim na akademijo), George Martin, ki je zelo priljubljen pri ženskah, Eugene Tackleberry, adrenalinski navdušenec, ki je obseden z orožjem in je bivši varnostnik ter vojaški veteran, Leslie Barbara, strahopeten debel moški, in Moses Hightower, velikan z neverjetno močjo. Harris večkrat uvaja ostre ukrepe proti Hightowerju, da bi ga prisilil v odpoved, zato Mahoney velikokrat izvede povračilne ukrepe proti njemu.
Na zahtevo poročnika Harrisa Blankes in Copeland skušata izvedeti, kje bo potekala vikend zabava, ki jo organizira Mahoney, da bi jo lahko do potankosti raziskala in odkrila morebitno nezakonito vedenje kadetov. Mahoney pravilno predvidi, da bosta pritisnila na prestrašenega Barbaro, zato ju prelisiči. Blankes in Copeland se tako udeležita zabave v gej baru Pri modri ostrigi, kjer morata celo noč plesati s tamkajšnjimi obiskovalci. Da bi se maščevala Mahoneyju, mu podtakneta v stanovanje prostitutko, da bi ga spravila v težave. Mahoney jo skuša neopazno spraviti iz kampusa akademije, vendar se je prisiljen z njo skriti pod mizo v akademski dvorani, kjer prav tedaj komandant Lassard vodi srečanje višjih policistov. Ko Mahoney ni pozoren, prostitutka oralno zadovolji Lassarda, ki se trudi prikriti dogajanje. Po koncu srečanja se Mahoney spravi iz skrivališča, vendar ugotovi, da je v dvorani še zmeraj Lassard, ki misli, da je dejanje med srečanje kriv Mahoney. Lassard najprej hoče o dogodku obvestiti Harrisa, vendar se da prepričati, da tega ne stori.
Mahoney pomaga Hightowerju pri pripravi na opravljanje vozniškega izpita. Noč pred izpitom se odpravita na vožnjo z ukradenim Copelandovim avtomobilom. Zaradi trka v drug avto in prehitre vožnje ju lovi policija, vendar Hightowerju uspe pobegniti, s to vožnjo pa močno izboljša svoje vozne sposobnosti. Žal kmalu po opravljenem izpitu Copeland z rasističnimi zmerljivkami žali kolegico Laverne Hooks, ker mu je ta med opravljanjem izpita nenamerno peljala čez nogo. Užaljen Hightower v jezi prevrne policijski avto, v katerem sedi Copeland, kljub Harrisovim grožnjam in prošnjam Hooksove, naj preneha. Harris Hightowerja takoj odpusti iz akademije, s čimer prestraši Mahoneyja in ostale kadete.
Kmalu zatem sta Mahoney in Barbara skupaj na kosilu v jedilnici in se pogovarjata o Hightowerjevem odpustu. Mahoney je naveličan akademije, vendar ne želi odnehati. Blakes in Copeland se trudita Mahoneyja zvabiti v pretep, s čimer bi Harris dobil razlog za njegov odpust, vendar se Mahoney upira. Barbara ga brani, na koncu pa tudi udari Copelanda. V pretep se vmeša še Blakes, s tem pa pritegne še Mahoneyja. Po koncu pretepa pred Harrisom Mahoney prevzame krivdo za začetek pretepa namesto Barbare, s čimer Harris končno dobi razlog za njegov odpust.
Preden Mahoney dokončno zapusti prostore akademije, se v središču mesta pojavijo večji neredi, ki jih je nenamerno povzročil kadet Fackler. Mahoney se odloči, da se bo pridružil študentom akademije na misiji, kjer bodo skušali vzpostaviti red. Take se prvič znajdejo na resnični akciji, zaradi Lassardove napačno podane lokacije pa se namesto na načrtovanem obrobnem območju znajdejo v središču dogajanja. V splošni zmedi enemu izmed kriminalcev uspe ukrasti Blankesove in Copelandove policijske revolverje, ugrabiti Harrisa in ga odpeljati na streho bližnje stavbe kot talca. Mahoney ga skuša rešiti, vendar tudi sam postane talec. Kriminalec ju želi ubiti, tedaj pa se pojavi Hightower. Nekdanji kadet uspe prelisičiti kriminalca in ga prepričati, da je tudi sam lopov, ki zahteva, da ubije Harrisa. Ko kriminalec namerava povleči sprožilec, ga Hightower onesposobi, Hooksova pa ga aretira.
Mahoney in Hightower se vrneta kot kadeta in nekaj dni pozneje na akademiji tudi diplomirata. Za rešitev poročnika Harrisa in ujetje ugrabitelja prejmeta najvišjo pohvalo in medaljo akademije. Mahoney namerava imeti dolg govor, vendar mu Lassard (ki sedaj pozna resnico okoli prejšnjega incidenta) podtakne isto prostitutko, ki jo je že srečal, za vrnitev potegavščine. Vsi kadeti razen Blankesa in Copelanda dobijo pohvale in spoštljiv pozdrav poročnika Harrisa.

## Igralska zasedba

### Kadeti na akademiji
- Steve Guttenberg kot kadet Carey Mahoney
- Kim Cattrall kot kadetinja Karen Thompson
- Bubba Smith kot kadet Moses Hightower
- Donovan Scott kot kadet Leslie Barbara
- Michael Winslow kot kadet Larvell Jones
- Andrew Rubin kot kadet George Martin
- David Graf kot kadet Eugene Tackleberry
- Bruce Mahler kot kadet Douglas Fackler
- Marion Ramsey kot kadetinja Laverne Hooks
- Brant Von Hoffman kot kadet Kyle Blankes
- Scott Thomson kot kadet Chad Copeland

### Vodstvo akademije
- G. W. Bailey kot poročnik Thaddeus Harris
- George Gaynes kot komandant Eric Lassard
- Leslie Easterbrook kot sergentka Debbie Callahan
- George R. Robertson kot šef Henry J. Hurst

### Ostali
- Debralee Scott kot gospa Fackler
- Ted Ross kot kapetan Reed
- Doug Lennox kot kriminalec
- Georgina Spelvin kot prostitutka
- Don Lake kot gospod Wig

## Sprejem
23. marca 1984 so film prvič predvajali v 1587-ih ameriških kinodvoranah. Že v prvem tednu je zaslužil 8,6 milijona dolarjev. V času izdaje so imeli močno konkurenco, saj so tedaj izšle tudi komedije Izganjalci duhov, Gremlini, Lov za zelenim diamantom, Splash, Fantovščina (za katerega sta scenarij tako kot za Policijsko akademijo ustvarila Neal Israel in Pat Proft), Dirka Cannonball 2, Pobeg v Ameriko, Šestnajst sveč in Rhinestone. Kljub temu je film postal šesti najbolj uspešen film leta 1984 glede na zaslužek z zaslužkom 81,2 milijona dolarjev. Uspešen je bil tudi v svetovnem merilu, saj je zaslužek znašal približno 146 milijonov dolarjev.
Kljub komercialnemu uspehu pa je bil sprejem kritikov mešan. Na zbirni strani Rotten Tomatoes ima oceno 54%, ki predstavlja povprečje 28-ih ocen. Robert Ebert iz Chicago Sun Timesa je filmu dal štiri zvezdice od štirih, vendar je ob tem komentiral, da gre za zelo slabo komedijo. Kritik Vincent Canby iz The New York Timesa pa je filmu dal pozitivno mnenje. Kljub vsemu je bil sprejem prvega filma s strani kritikov boljši od sprejema vseh šestih nadaljevanj, ki so dobila negativne kritike.
Film si je samo v Ljubljani 1985 ogledalo 86.568 gledalcev, kar ga v Sloveniji uvršča na prvo mesto gledanosti v letu 1985 in med 20 najbolj gledanih filmov vseh časov.